# Tumuli van Libersart
De Tumuli van Libersart (lokaal aangeduid met Les Tombes) zijn twee Gallo-Romeinse grafheuvels bij Libersart in de Belgische gemeente Walhain in de provincie Waals-Brabant. De twee heuvels liggen aan beide kanten van de weg Rue des Tumuli aan de noordoostkant van het gehucht Libersart in de deelgemeente Tourinnes-Saint-Lambert.
De heuvels getuigen van de aanwezigheid van een vicus te Tourinnes-Saint-Lambert in de 2e en 3e eeuw n.Chr.
De westelijke heuvel, verborgen in een bosje, heeft een hoogte van ongeveer 4,5 meter. De oostelijke heuvel heeft een hoogte van 6,2 meter. Beide terpen werden in 1920 en 1911 opgegraven door de Société Archéologique de Bruxelles. Afgezien van de sporen van een houten staak in het centrum van de westelijke heuvel heeft men niets gevonden door mogelijke plunderingen in de loop van de tijd.